# Artemisz (almafajta)

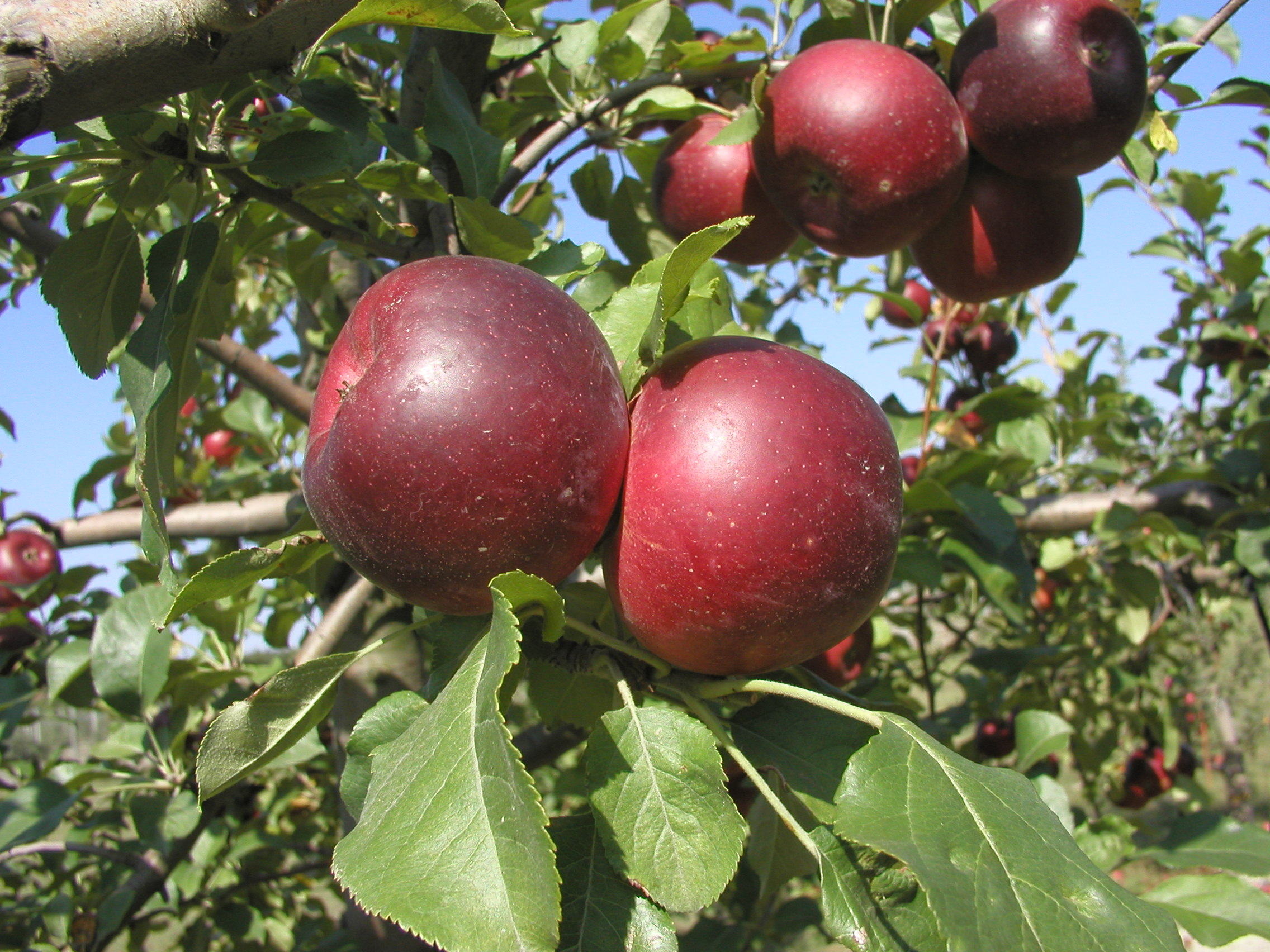
Artemisz almafajta

Az Artemisz hazai nemesítésű, multirezisztens (az alma legfőbb betegségeinek ellenálló) almafajta, mely kiváló értékmérő tulajdonságokkal rendelkezik. Elsősorban élelmiszeripari célokra javasolt, ugyanakkor a savanykás ízek kedvelőinek friss fogyasztási almaként is ajánlható.
Gyümölcse tetszetős, mélypiros színű, mérete középnagy. Húsa fehér színű, szilárd, roppanós. Íze savanykás, zamatos, enyhén parfümös ízzel.
Nevét Artemisz görög istenségről, a Hold és a vadászat istennőjéről kapta.

## Története
1992-ben a Prima almafajta szabadmegporzású magoncaként jött létre a Budapesti Corvinus Egyetem Kertészettudományi Karán (később Szent István Egyetem, ma Magyar Agrár- és Élettudományi Egyetem). A molekuláris vizsgálatok alapján valószínűsíthetően a megporzó fél a Jonathan fajtába tartozott. Az így létrejött magoncokat szelektálva kiválasztották a legjobb tulajdonsággal rendelkező egyedeket, melyek továbbszaporításra kerültek. Szelekciója a Hesztia fajtáéval együtt történt. A munkálatok irányítója Tóth Magdolna volt.
A fajta 2011-ben nyert állami elismerést, magyar szabadalmi oltalommal védett.

## Jellemzői
Fája középerős növekedésű, lehajló koronát nevel. Vesszői vékonyak, az ízközök közepes hosszúságúak. A termőnyársakon és a hosszú vesszőkön egyaránt képez termést.
Gyümölcse közepes méretű vagy nagyobb, kúpos alakú, közepesen bordázott. A csészemélyedés szélén erősen bordázott. Kocsánya közepes hosszúságú és vastagságú. Héja közepesen hamvas és zsíros tapintású. A héj alapszíne sárga, amelyet erőteljes barnáspiros fedőszín borít. Húsa fehér, szilárd, roppanó, savas, enyhe parfümös zamattal.

## Termesztési sajátosságai
Középkorán fordul termőre, bőtermő. A tavaszi fagyokra az Idaredhez hasonlóan kevéssé érzékeny. Gyümölcse néhány évjáratban nagy méretet ér el. Megfelelő kalcium ellátottságról gondoskodni kell. Szeptember első felében, koncentráltan érik, mely egy menetes betakarítást tesz lehetővé.

### Rezisztencia
Ventúriás varasodással szemben rezisztens, ellenállóságát több rezisztenciagén biztosítja (Vf, Vh2) rezisztenciagének biztosítják. Lisztharmatra sem fogékony, tűzelhalással virágai fertőződhetnek, hajtásai rezisztensek. 

## Felhasználása
Integrált és ökológiai gyümölcstermesztésbe és házikertbe is ajánlható. Friss fogyasztásra és ipari feldolgozásra egyaránt alkalmas. A világos hússzín és mélyvörös héjszín kontrasztja különösen alkalmassá teszi almaszirom készítésére, de almalé és sűrítmény készítésére is kiválóan alkalmas.